# تسول

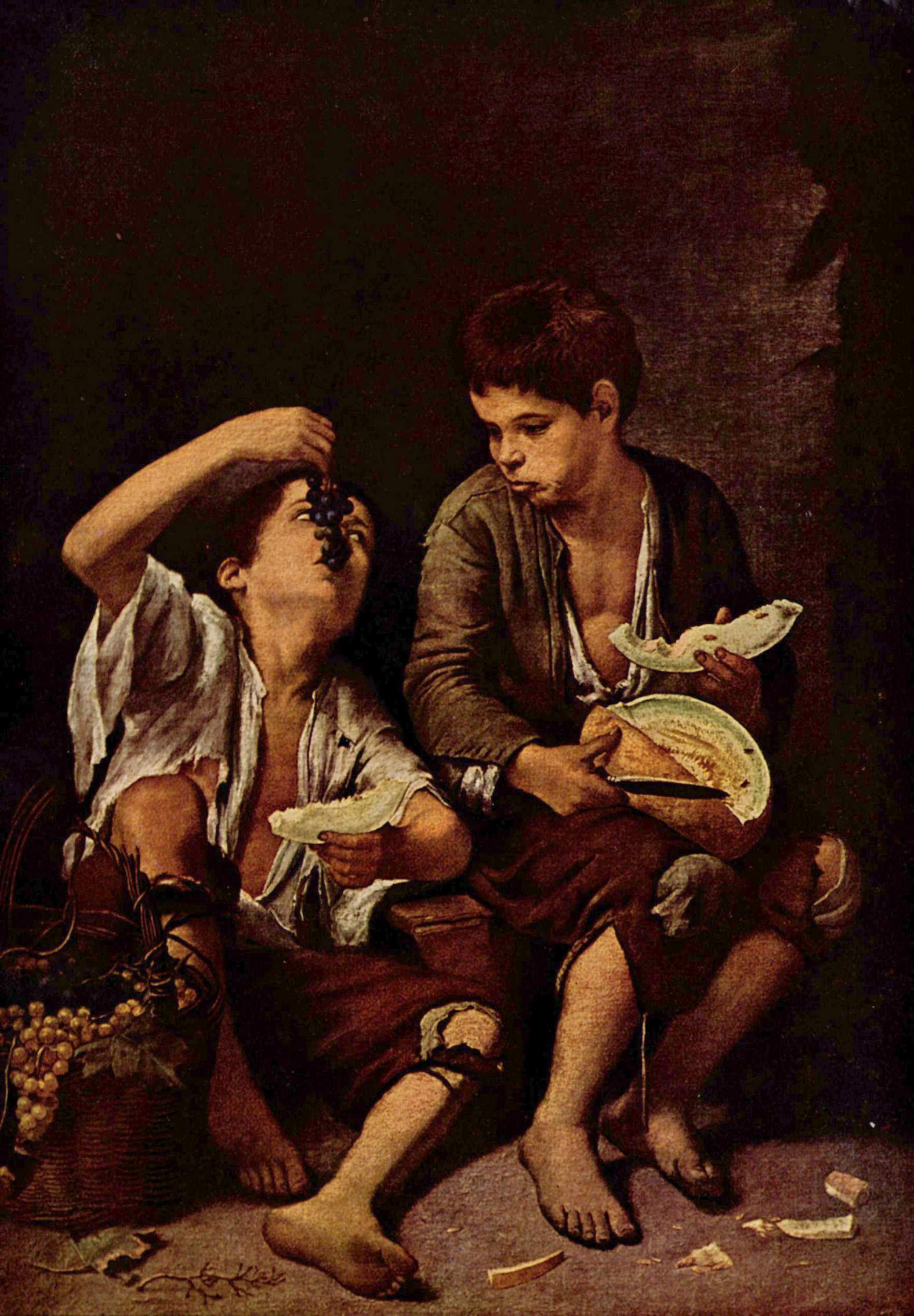
بارتولومه إستبان موريو, "Beggar Boys Eating Grapes and Melon", (ألت بيناكوثيك).

التسول هو طلب مال، أو طعام، أو المبيت من عموم الناس باستجداء عطفهم وكرمهم إما بعاهات أو بسوء حال أو بالأطفال، بغض النظر عن صدق المتسولين أو كذبهم، وهي ظاهرة أوضح أشكالها تواجد المتسولين على جنبات الطرقات والأماكن العامة الأخرى. ويلجأ بعض المتسولين إلى عرض خدماتهم التي لا حاجة لها غالبا مثل مسح زجاج السيارة أثناء التوقف على الإشارات أو حمل أكياس إلى السيارة وغير ذلك. «من مال الله يا محسنين»، «حسنة قليلة تدفع بلايا كثيرة» وغيرها من كلمات المستعملة من المتسولين لاستدراج عطف وكرم الآخرين.
الطفل المتسول: هو ذلك الطفل الذي لم يبلغ سن الرابع عشر بعد، ويتخذ من استجداء الناس وسيلة للحصول على المال ويؤدي مظهره الشخصي إلى رثاء الآخرين وعطفهم عليه ويقوم بهذا السلوك عن قصد وبشكل متكرر ومنتظم ويحدث هذا السلوك نتيجة لاجبار الوالدين والقائمين على رعايته للعمل على التسول.
أسباب ظاهرة التسول تعود بشكل أساسي للفقر والبطالة وقلة الحال. إلا أن لنظرة المجتمع للتسول تختلف من بلد لبلد، ومن شخص إلى آخر، ويرى الكثير أن اعتماد الكثير على التسول كمهنة يومية تُدِرُّ دخلا معقولا سببه تعاطف الناس مع الاستجداء الكاذب للكثير من المتسولين.

## التسول في العالم

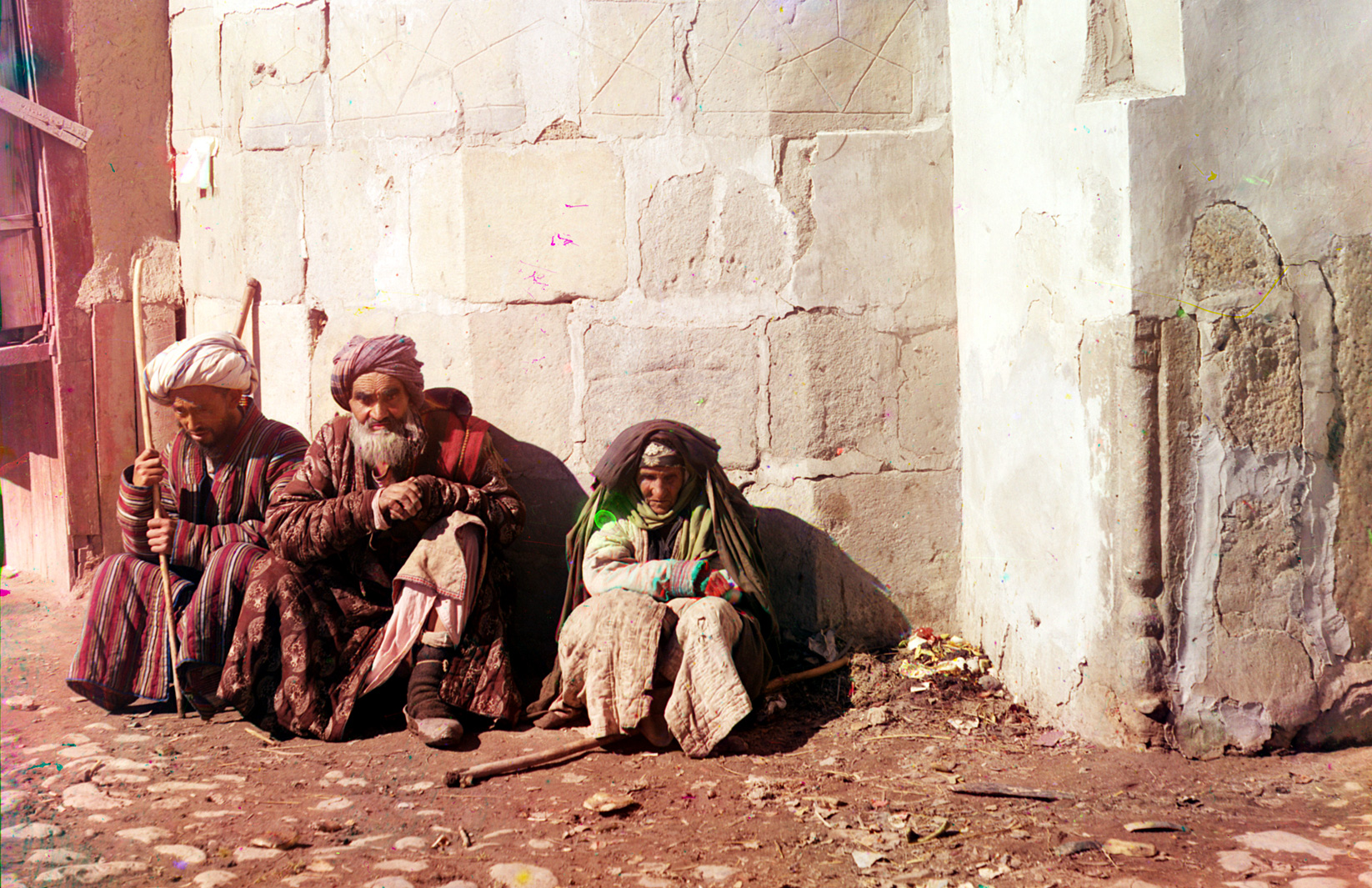
متسولون في سمرقند 1905م
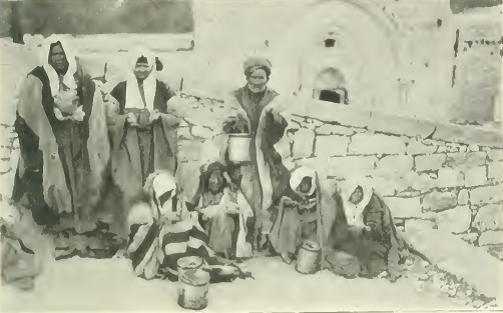
متسولون في القدس، مطلع القرن العشرين

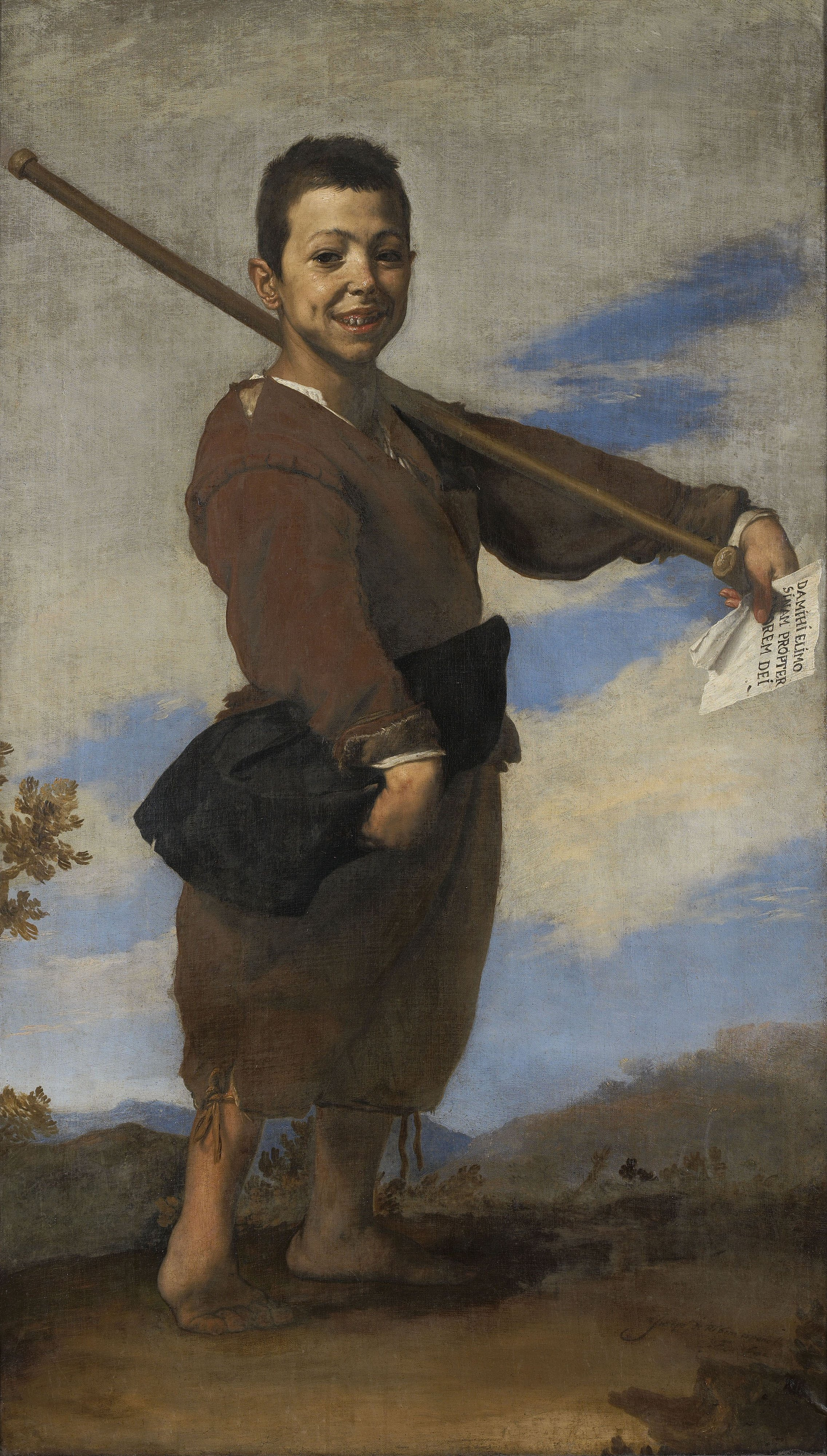
الأحنف بريشة جوسيبي دي ريبيرا. متحف اللوفر في باريس

تختلف أوضاع وطرق التسول من في العالم، ففي الهند مثلا هناك مدينة للمتسولين، لها قوانينها وشريعتها وطريقة العيش فيها. في البلاد الشرقية والمسلمة منها يختار المتسولون أماكن العبادة والجوامع والأضرحة مكان لممارسة عملهم، وفي الدول الغربية تجد المتسولين في أنفاق المترو وقرب الساحات العامة والمتاحف يمارسون عملهم بطريقة أخرى من خلال العزف والغناء أو الرسم أو أعمال فنية أخرى.
وهناك بعض الباحثين يصورون من يعيش على المساعدات المحلية أو العالمية بالمتسولين، حتى بعض العاطلين الذي تستهويهم المعيشة على المساعدات المالية وما أن توفر لهم فرصة عمل حتى يعزفون عنها مفضلين ربما عيشة الكفاف على مساعدات تكفيهم لتوفير خمر يومهم.
ليس بالضرورة أن يكون المتسول معدوما، فبعضهم قد أمتهن التسول ويجمع منه أكثر بكثير من قوت يومه، بل يصل به الأمر إمكانية لتوظيف من يعمل لديه فيستأجر الأطفال والرضع والإكسسوار اللازم للتسول وحتى عمل عاهات صناعية أو دائمية لزوم العمل لمن يوظفه.
أغلب دول عالم تمنع التسول وتكافحه بطرق مختلفة قد تفلح وقد تفشل، فالتسول قد يدفع إلى الجريمة وقد يكون بداية الطريق للانحراف.

## التسول في الإسلام
منع الإسلام التسول وذم المتسولين إلا لحاجة محتمة كالفقر الشديد، أما إذا كان التسول للإستكثار والغنى فقد حرمه الإسلام لما فيه من أضرار على المجتمع وإستغلال للناس.
ويقول النبي محمد -صلى الله عليه وسلم- عن الذي يتسول ومعه ما يكفيه من المال: (إِنَّهُ مَنْ سَأَلَ وَعِنْدَهُ مَا يُغْنِيهِ فَإِنَّمَا يَسْتَكْثِرُ مِنْ نَارِ جَهَنَّمَ قَالُوا يَا رَسُولَ اللَّهِ وَمَا يُغْنِيهِ قَالَ مَا يُغَدِّيهِ أَوْ يُعَشِّيهِ).
أما نهر السائل وزجره ومعاملته بتهكم وقسوة فقد منعه الإسلام حتى مع معرفة حال السائل، قال الله تعالى: ﴿وَأَمَّا السَّائِلَ فَلَا تَنْهَرْ ۝١٠﴾ [الضحى:10].